# Liga Mexicana de Béisbol 1947
La Temporada 1947 de la Liga Mexicana de Béisbol fue la edición número 23. Para esta campaña hubo una reducción de 8 a 6 equipos, los equipos que desaparecieron fueron La Junta de Nuevo Laredo y el Unión Laguna de Torreón. El calendario constaba de 119 juegos en un rol corrido, el equipo con el mejor porcentaje de ganados y perdidos se coronaba campeón de la liga.
Los Industriales de Monterrey obtuvieron el segundo campeonato de su historia al terminar en primer lugar con marca de 70 ganados y 47 perdidos, con 6 juegos de ventaja sobre los Diablos Rojos del México. El mánager campeón fue Lázaro Salazar.

## Equipos participantes
| Liga Mexicana de Béisbol 1947 |           |                                  |                 |           |
| Equipo                        | Fundación | Ciudad                           | Estadio         | Capacidad |
| Alijadores de Tampico         | 1937      | Tampico, Tamaulipas              | Alijadores      | 7,000     |
| Azules de Veracruz            | 1940      | México, D. F.                    | Delta           | 20,000    |
| Diablos Rojos del México      | 1940      | México, D. F.                    | Delta           | 20,000    |
| Industriales de Monterrey     | 1939      | Monterrey, Nuevo León            | Cuauhtémoc      | 8,000     |
| Pericos de Puebla             | 1938      | Puebla, Puebla                   | Puebla          | 5,000     |
| Tuneros de San Luis           | 1926      | San Luis Potosí, San Luis Potosí | 20 de Noviembre | 6,500     |

## Posiciones
| Liga Mexicana de Béisbol | Liga Mexicana de Béisbol | Liga Mexicana de Béisbol | Liga Mexicana de Béisbol | Liga Mexicana de Béisbol |
| Equipo                   | JG                       | JP                       | PCT                      | JV                       |
| ------------------------ | ------------------------ | ------------------------ | ------------------------ | ------------------------ |
| Monterrey                | 70                       | 47                       | .598                     | -                        |
| México                   | 65                       | 54                       | .546                     | 6.0                      |
| Puebla                   | 63                       | 56                       | .529                     | 8.0                      |
| Tampico                  | 53                       | 65                       | .449                     | 17.5                     |
| San Luis                 | 52                       | 66                       | .441                     | 18.5                     |
| Veracruz                 | 52                       | 67                       | .437                     | 19.0                     |

| Campeón de la Liga |

## Juego de Estrellas
El Juego de Estrellas de la LMB se realizó el 16 de septiembre en el Parque Delta en México, D. F. La selección de Extranjeros se impuso a la selección de Mexicanos 5 carreras a 2.

## Designaciones
Se designó como novato del año a Tomás Arroyo de los Alijadores de Tampico.

## Acontecimientos relevantes
- 22 de marzo: Por primera vez se transmite un juego por televisión en el país. Fue un partido entre los Azules de Veracruz y los Diablos Rojos del México que terminó 11-3 a favor de los Azules.
- 17 de abril: Se realiza el primer juego nocturno en México, D. F. En un partido que los Tuneros de San Luis derrotaron a los Diablos Rojos del México 10 a 7.
- 12 de septiembre: Epitacio "La Mala" Torres de los Sultanes de Monterrey conecta su hit 1,000 en el Parque Delta, convirtiéndose en el primer jugador en conseguirlo.[3]